# The Wayfaring Stranger
A Wayfaring Stranger (ismert Poor Wayfaring Stranger, I Am a Poor Wayfaring Stranger, Wayfaring Pilgrim címmel is) egy amerikai gospel. A dal legkorábbi ismert változata 1858-ból származik. 
Egy panaszos lélekről szól, aki az életen átvezető úton halad. A legtöbb népdalhoz hasonlóan a dalszövegeknek sok változata létezik, és számos változatát publikálták az idők során népszerű énekesek.
David Warren Steel és Richard H. Hulan „The Makers of the Sacred Harp” című könyve szerint a dalszöveg 1858-ban jelentek meg Joseph Bever „Christian Songster” című művében, amely népszerű himnuszokat és spirituális dalokat tartalmazott.
A dallamot Johann Georg Ebeling jegyezte le.
Az amerikai polgárháború alatt és még néhány éven keresztül a dalszöveg „Libby Prison Hymn” néven volt ismert, ugyanis a szöveget egy haldokló uniós katona írta le.
A Western Writers of America ezt a dalt minden idők 100 legjobb dala közé sorolja.

## Híres felvételek
A dalt sokan előadták és előadják:
Szegény, idegen vándor vagyok,

átutazóban a bánatvilágban.

Nincs betegség, se csapda, se veszély

abban a fényes világban, ahova tartok.

Oda tartok, hogy apámat lássam,

oda tartok, ahol nincs több bolyongás,

csak átkelek a Jordánon,

és átérek otthonom földjére.

Tudom, sötét felhők fognak körülvenni,

tudom, az utam kemény és meredek lesz,

míg a gyönyörűséges mezők előttem fekszenek,

ahol Isten megváltottjai virrasztanak.

Oda tartok, azért, hogy anyámat lássam,

azt mondta, találkozunk mikor odaérek,

csak átkelek a Jordánon,

és átérek otthonom földjére.
- Paul Robeson (1947)
- Jo Stafford (1950)
- Emmylou Harris
- Johnny Cash
- Jack White
- Natalie Merchant
- Hayde Bluegrass Orchestra
- Rhiannon Giddens
- Jos Slovick
- Harmonica Gilbert (Gilbert Caujolle)
- The Petersens
- Billy Boyd
- Bill Monroe
- Trace Adkins
- Duane Eddy
- Roger McGuinn
- Peter, Paul and Mary
- The Tabernacle Choir & The Piano Guys
- 16 Horsepower
- Neko Case
- Bill Monroe
- Dusty Springfield
- Tift Merritt
- Ed Sheeran
- Joan Baez
- The Pine Hill Haints
- Throwing Muses’ Kristin Hersh
- Tim Buckley
- Eva Cassidy
- Glen Campbell
- Alison Krauss & Union Station
- Tennessee Ernie Ford
- Pete Seeger
- Neil Young
- Jamie Lin Wilson
- Niamh Lynn
- Suzy Bogguss
- Hayde Bluegrass Orchestra

...
- Dohnányi Ernő (aki 1949-től 1960-ban bekövetkezett haláláig az Egyesült Államokban élt), „Amerikai rapszódiája” is felidézi a dallamot.
- „I Am a Poor Wayfaring Stranger” szerepel dal a 2019-es, 1917-es első világháborús filmmdrámában. Jos Slovick  brit színész, énekes adta elő. 2020-ban több mint 2500 aláírást gyűjtöttek össze, hogy adják ki Slovick előadásának teljes stúdióverzióját. A stúdióverzió 2020 márciusában jelent meg.[2]

## Díjak
- Top 100 Western songs of all time

## Fordítás
Ez a szócikk részben vagy egészben  a   The Wayfaring Stranger című angol Wikipédia-szócikk ezen változatának fordításán alapul.  Az eredeti cikk szerkesztőit annak laptörténete sorolja fel. Ez a jelzés csupán a megfogalmazás eredetét és a szerzői jogokat jelzi, nem szolgál a cikkben szereplő információk forrásmegjelöléseként.